# Referéndum sobre la construcción de un hospital en Liechtenstein de 2019
El 24 de noviembre de 2019 se realizó en Liechtenstein un referéndum sobre la construcción de un nuevo hospital público en Vaduz.

## Trasfondo
En 2011 se celebró un sobre la construcción un nuevo hospital en Vaduz, propuesta que fue rechazada por los ciudadanos con un 58% de votos en contra.
Después del referéndum, se creó una comisión para implementar un nuevo proyecto más modesto, ya que el costo del hospital se consideró la razón principal del rechazo.[cita requerida]

## Resultados
| Elección                                    | Votos  | %    |
| ------------------------------------------- | ------ | ---- |
| A favor                                     | 8,091  | 56.2 |
| En contra                                   | 6,299  | 43.8 |
| Votos inválidos y en blanco                 | 86     | –    |
| Total                                       | 14,476 | 100  |
| Votantes registrados/participación          | 20,243 | 72.7 |
| Fuente: Gobierno de Liechtenstein en alemán |        |      |